# Стюарт, Дэниел (бригадный генерал)
Дэниел Стюарт (англ. Daniel Stewart; 20 декабря 1761 — 27 мая 1829) — бригадный генерал джорджианского ополчения, служивший во время Войны за независимость США и Войны 1812 года. В его честь названы Форт-Стюарт и округ Стюарт. Приходится прадедом президенту США Теодору Рузвельту.

## Карьера
Дэниел Стюарт родился в 1761 году на территории современного округа Либерти. В пять лет он остался без матери, по-видимому, скончавшейся от малярии. Отец, военный офицер, скончался в 1776 году. В том же году пятнадцатилетний Стюарт записался в ополчение, во время Войны за независимость США участвовал в неудачных попытках выбить британцев из Флориды. В 1778 году он был ранен при Чарльстоне и попал в британский плен, откуда бежал. Скрываясь у родственников в Южной Каролине, Стюарт познакомился со своей будущей женой, Мартой Пендер, которая скончалась при родах через год после свадьбы. В конце войны он был произведён в чин полковника, командовал кавалерийской бригадой, а позднее — минитменами Джорджии.
После войны Стюарт основал плантацию Седар-Хилл недалеко от родительского дома, принадлежавшего теперь его мачехе. В 1785 году он женился во второй раз, на Саре Сюзанне Освальд, которая родила ему двух детей. С 1785 по 1787 годы Стюарт был членом палаты представителей Джорджии, с 1795 по 1797 годы был шерифом округа Либерти, а в период с 1802 по 1811 годы трижды избирался в сенат штат. В 1810 году, после смерти второй жены, он женился в третий раз, на Сара Хайн Льюис, родившей ему двух дочерей.
В 1809 году Стюарт был произведён в звание бригадного генерала джорджианского ополчения, а во время Войны 1812 года командовал кавалерийской бригадой. После войны он был активным членом ветеранской организации, умер в 1829 году в Седар-Хилле, похоронен на кладбище церкви Мудуэй. В 1915 году по решению Конгресса США на кладбище генералам Дэниелу Стюарту и Джеймсу Скревену был воздвигнут памятник.